# Userquerés
Userquerés (em grego clássico: Ούσερχέρης; romaniz.: Ouserchéres) ou Usercafe (em egípcio: Userkaf) foi Faraó do Antigo Egito e fundador da Quinta Dinastia. Ele reinou por aproximadamente sete ou oito anos por volta do final do século XXVI e início do século XXV a.C. durante o período do Império Antigo. Userquerés provavelmente era oriundo de um ramo da família real da Quarta Dinastia, porém não se sabe ao certo quem eram seus pais; ele possivelmente foi o filho de Quentecaus I. Teve provavelmente pelo menos uma filha e muito provavelmente um filho, Sefrés, com sua consorte Neferetepés. Este filho o sucedeu como faraó.
Seu reinado marcou a ascensão do culto de Rá, que na prática se tornou o deus nacional do Egito durante a Quinta Dinastia. Userquerés talvez tenha sido um sumo-sacerdote de Rá antes de ascender ao trono, construindo um templo solar entre Abusir e Abu Gorab chamado Nequenré. Ao fazer isso instituiu uma tradição que foi seguida por quase todos os seus sucessores por um período de oitenta anos. Esse templo funcionava como templo mortuário para o sol poente. Ritos praticados em Nequenré lidavam principalmente com a função de criador de Rá e seu papel como pai do faraó. O complexo mortuário em si do templo era menor do que em templos anteriores, sugerindo uma separação mais concreta entre o deus sol e o faraó do que em dinastias anteriores. Nequenré foi sujeito a quatro fases de construção e expansão após a morte de Userquerés, durante as quais ganhou um grande obelisco.
Userquerés construiu uma pirâmide na necrópole de Sacará ao lado da Pirâmide de Djoser, local que forçou os arquitetos a colocarem seu templo mortuário associado em uma posição incomum, ao sul da pirâmide. Esta era muito menor do que aquelas construídas por seus predecessoras da Quarta Dinastia, mas o complexo mortuário era luxuoso e amplamente decorado com relevos pintados. Userquerés também construiu uma pirâmide menor próxima da sua, provavelmente para Neferetepés. Ele foi sujeito de um culto funerário após sua morte assim como seus sucessores dinásticos, mas foi relativamente pouco importante e foi abandonado ao final da dinastia. Pouco se sabe de suas atividades além da construção de seu templo e pirâmide. Além das fronteiras do Egito, é possível que uma expedição militar para Canaã ou para o Deserto Oriental tenha ocorrido, além de indícios de comércio no Mar Egeu.

## Família

### Pais e consorte

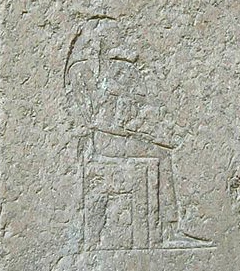
Retrato de Quentecaus I

A identidade dos pais de Userquerés é incerta, mas ele inquestionavelmente tinha relações familiares com os governantes da predecessora Quarta Dinastia. O egiptólogo Miroslav Verner propôs que ele era filho do faraó Miquerinos com uma de suas consortes secundárias e possivelmente irmão de sangue de Seberquerés, seu predecessor e o último faraó da Quarta Dinastia.
Já Nicolas Grimal, Peter Clayton e Michael Rice propuseram que Userquerés era filho de uma tal Neferetepés, quem Grimal, Rice e Giovanna Magi acham ser uma filha do faraó Ratoises e Heteferés II. Não se sabe a identidade do marido de Neferetepés, mas Grimal conjecturou que talvez tenha sido o "sacerdote de Rá, senhor de Sequebu" mencionado no Papiro Westcar. Aidan Dodson e Dyan Hilton propuseram que Neferetepés foi enterrada na pirâmide ao lado da de Userquerés, que acredita-se pertencer a uma mulher com o mesmo nome.
Entretanto, o local da pirâmide atribuída a Neferetepés sugere fortemente que ela talvez tenha sido na verdade a esposa de Userquerés. Caso isto seja verdade, ela deve ser identificada com a Neferetepés que foi a mãe do faraó Sefrés, o sucessor e provavelmente filho de Userquerés. Um relevo no passeio da Pirâmide de Sefrés representa o faraó e sua rainha junto com a mãe do faraó, identificada como Neferetepés, o que muito provavelmente a faz a esposa de Userquerés. Jaromír Malek, assim como Grimal, acha que ela era a filha de Ratoises e Heterefés II. Mark Lehner, seguindo essa hipótese, sugeriu que a mãe de Userquerés talvez tenha sido Quentecaus I, uma ideia compartilhada por Arielle Kozloff.
Dodson e Hilton destacaram que Neferetepés não tem os títulos de esposa do rei em documentos relacionados com seu culto mortuário, porém essa ausência é inconclusiva. Eles propuseram que a esposa de Userquerés talvez tenha sido Quentecaus I, hipótese também de Selim Hassan. Clayton, Rosalie David e Anthony David concordam, dizendo que Quentecaus I era filha de Miquerinos. Bernhard Grdseloff argumentou que Userquerés, como descendente de Ratoises casando-se com uma mulher da linhagem real principal, aquela de Quéfren e Miquerinos, poderia ter unificado duas facções rivais dentro da família real e encerrado possíveis disputas dinásticas. Por outro lado, Userquerés talvez tenha sido o sumo sacerdote de Rá antes de ascender ao trono, dando-lhe influência para se casar com Quentecaus I, a viúva de Seberquerés.

### Filhos
Muitos egiptólogos, incluindo Verner, Zemina, os David e Baker, acreditam que Sefrés era filho de Userquerés em vez de seu irmão, como tinha sido sugerido no Papiro Westcar. A principal evidência para essa relação de parentesto é um relevo mostrando Sefrés e sua mãe Neferetepés, esta também sendo o nome da rainha que acredita-se ser a dona da pirâmide ao lado daquela de Userquerés. Outro argumento a favor da filiação de Sefrés é a localização de sua pirâmide próxima do templo solar de Userquerés. Nenhum outro filho foi identificado exceto uma filha chamada Camate, mencionada apenas em inscrições na mastaba de Ptaxepsés, um sumo sacerdote de Ptá.

## Reinado

### Duração

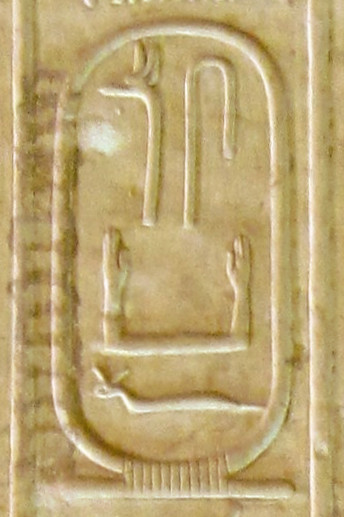
Cartcho de Userquerés na lista real de Abidos

Não se sabe a duração exata do reinado de Userquerés. O consenso atualmente entre os egiptólogos, dada as evidências históricas e arqueológicas, é que ele reinou entre sete e oito anos no início da Quinta Dinastia. Primeiro, uma análise do quase contemporâneos anais reais do Império Antigo mostra que o reinado de Userquerés foi registrado em oito compartimentos correspondendo a pelo menos sete anos completos, mas não muito mais. O último ano legível registrado nos anais para Userquerés é o de sua terceira contagem de gado, feita para avaliar a quantidade de impostos a serem cobrados da população. Este era um evento significativo pois acredita-se que durante o Império Antigo ele ocorria bienalmente, significando que a terceira contagem representa o sexto ano de seu reinado. Essa mesma contagem também foi registrada em uma inscrição de alvenaria em seu templo solar. Além disso, Userquerés tem um reinado de sete anos registrado na fileira dezessete da terceira coluna no Cânone Real de Turim, um documento copiado durante o reinado de Ramessés II a partir de fontes anteriores. Por último, foram encontrados apenas pouquíssimos pequenos objetivos com o nome de Userquerés, indicando um reinado curto. Esses objetos incluem uma jarra de diorito montada em ouro, uma pedra de medida de peso equivalente a cinco deben, e três selos diferentes.
A única fonte que fala de um reinado mais longo é Aegyptiaca, uma história do Egito escrita por Manetão no século III a.C. durante o reinado do faraó Ptolemeu II Filadelfo. Cópia alguma sobreviveu e hoje sabe-se de seu conteúdo apenas pelos escritos posteriores de Sexto Júlio Africano e Eusébio de Cesareia. Segundo o historiador bizantino Jorge Sincelo, Sexto Júlio escreveu que a Aegyptiaca mencionava a sucessão como "Userquerés → Sefrés → Neferquerés" no início da Quinta Dinastia. Especialmente, a reconstrução de Manetão do início da Quinta Dinastia esta de acordo com a lista real de Abidos e a Tabuleta de Sacará, duas listas de faraós escritas nos reinados de Seti I e Ramessés II, respectivamente. O relato de Sexto Júlio sobre a Aegyptiaca, diferentemente do cânone de Turim, estima que Userquerés reinou por 28 anos, muito mais do que o consenso moderno.

### Fundação da Quinta Dinastia

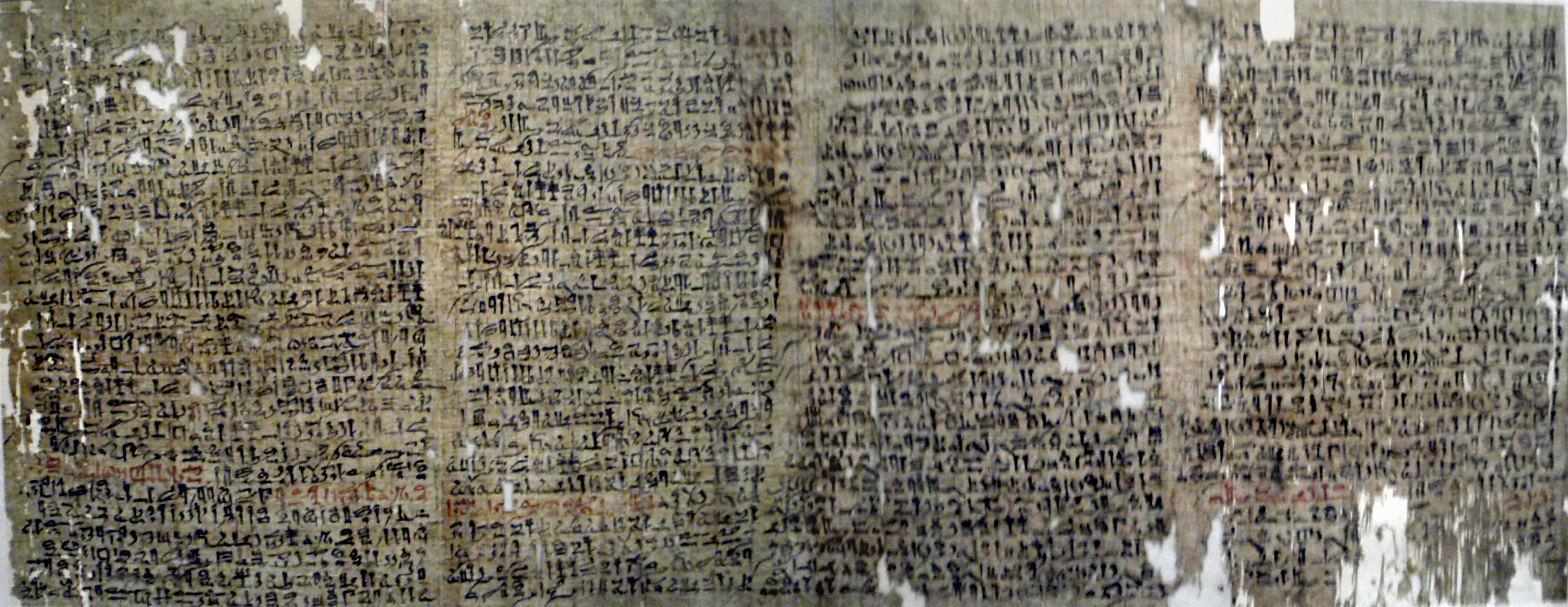
O Papiro Westcar data da Décima Sétima Dinastia, mas sua história foi possivelmente escrita durante a Décima Segunda

A divisão dos faraós egípcios antigos em diferentes dinastias foi uma invenção de Manetão na Aegyptiaca, algo que tinha a intenção de melhor se adequar com as expectativas de seus patronos, os governantes gregos do Reino Ptolemaico. Mesmo assim, uma distinção entre Quarta e Quinta Dinastias pode ter sido algo reconhecido pelos próprios egípcios antigos, pois foi registrada por uma tradição muito mais antiga encontrada em um conto do Papiro Westcar. Nesta história, o faraó Quéops da Quarta Dinastia recebe a previsão que sua linhagem irá acabar e que uma nova dinastia surgirá com a ascensão ao trono de três irmãos, todos filhos de Rá. Esta história data da Décima Sétima Dinastia ou possivelmente da mais antiga Décima Segunda.
Além desta evidência, a divisão entre Quarta e Quinta Dinastias parece refletir mudanças reais acontecendo na época, especialmente quanto à religião e o papel do faraó. A primazia de Rá sobre o resto do panteão egípcio e a devoção real cada vez mais dedicada a ele fez de Rá uma espécie de deus nacional, uma novidade quando comparado com a Quarta Dinastia, quando a ênfase era dada para sepultamentos reais.
Não se sabe qual era a posição de Userquerés antes de ascender ao trono. Grimal afirmou que ele poderia ter sido um sumo sacerdote de Rá em Heliópolis ou Saquebu, este último um centro de veneração a Rá mencionado no Papiro Westcar. A hipótese de uma conexão entre as origens da Quinta Dinastia com Saquebu foi proposta pela primeira vez pelo egiptólogo Flinders Petrie, que destacou que os hieróglifos egípcios para o nome de Saquebu se parecem com aqueles de Elefantina, a cidade que Manetão afirma ser o berço da Quinta Dinastia. Segundo Petrie, considerar que o Papiro Westcar registra uma tradição que lembra as origens da Quinta Dinastia poderia explicar os registros de Manetão, especialmente quando não parece existir nenhuma espécie de conexão em particular entre a cidade de Elefantina e os faraós da Quinta Dinastia.

### Atividades no Egito

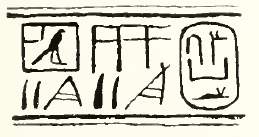
Selo de cilindro de Userquerés que está escrito "Amado pelos deuses Usercafe, amado de Hator"

Pouco se sabe sobre Userquerés além de seu complexo mortuário e templo solar. Malek disse que seu reinado curto pode indicar que ele já tinha uma idade avançada quando se tornou faraó. Verner considerou o reinado de Userquerés como significativo em que marcou o ápice do culto solar, com o título de "Filho de Rá" se tornando sistemático desse momento em diante.
No Alto Egito, Userquerés comissionou ou ampliou o templo de el-Tod, onde ele é o faraó mais antigo registrado. Pouco do templo original de Userquerés sobreviveu por causa de várias alterações estruturais, especialmente no Império Médio e Império Novo. Originalmente era uma capela feita de tijolos de barro e uma coluna de granito, com o nome do faraó inscrito.
Outras atividades podem ser inferidas dos anais do Império Antigo, escritos durante os reinados de Neferircaré e Raturés. Eles registraram que Userquerés fez doações para os deuses de Heliópolis no segundo e sexto anos de seu reinado, bem como para os deuses de Buto no sexto ano, em ambos os casos possivelmente destinadas a projetos de construção. Os anais também registram uma doação de terra para Hórus durante seu sexto ano de reinado, desta vez com a menção explicita para a "construção do templo" de Hórus.
Outros deuses homenageados incluem Rá e Hator, ambos recipientes de doações de terras registradas no anais, bem como Necbete, Uadjet, os "deuses do divino palácio do Alto Egito" e os "deuses da propriedade Djebate", que receberam pão, cerveja e terras. Fragmentos de um texto nos anais sugerem que Min também pode ter se beneficiado das doações de Userquerés. Mais evidências de atividades religiosas nessa época vem de um decreto real encontrado na mastaba do funcionário público Nicaianqué. Nesse decreto, Userquerés doou e reformou vários domínios reais para a manutenção do culto de Hator, também colocando Nicaianqué como sacerdote desse culto.
Escavações do templo da pirâmide do faraó Amenemés I em Lixte revelaram um bloco decorado com um revelo contendo os títulos de Userquerés. Esse bloco tinha sido reutilizado como material de construção. O relevo menciona a jornada do faraó para o templo de Bastete por navio. Userquerés escolheu Sacará como o local para construir seu complexo de pirâmide, mas funcionários públicos da época, incluindo o vizir Sexatetepé, continuaram a construir suas tumbas na necrópole de Gizé.

### Atividades militares e comerciais

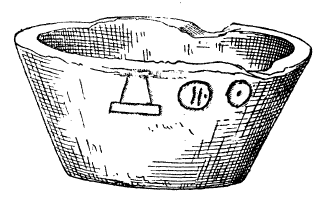
Tigela de pedra encontrada em Citera contendo o nome do templo solar de Userqurés

É possível que tenha sido durante o reinado de Userquerés que surgiu um comércio direto entre o Egito e seus vizinhos no Mar Egeu, como demonstrado em uma série de relevos de seu templo mortuário que representam navios realizando o que pode ser uma expedição naval. Mais evidências para tais contatos são uma tigela de pedra com o nome do templo solar do faraó que foi descoberta na ilha grega de Citera. Essa tigela é a evidência mais antiga de contatos comerciais entre o Egito e o Egeu. Descobertas na Anatólia, datando dos reinados de Menquerés e Tanquerés, demonstram que essas contatos continuaram pelo decorrer da Quinta Dinastia.
Userquerés lançou uma uma expedição militar para a Núbia, ao sul do Egito, enquanto os anais do Império Antigo registram que ele recebeu tributos de uma região que é parte do Deserto Oriental ou de Canaã na forma de uma força de trabalho composta por um chefe e setenta estrangeiros, estes provavelmente mulheres, bem como 303 "rebeldes pacificados" destinos a trabalhar na construção de sua pirâmide. Estes talvez tenham sido prisioneiros de outra expedição militar ao leste do Egito ou rebeldes exilados do Egito antes do segundo ano de reinado de Userquerés e que agora estavam dispostos a reintegrar a sociedade egípcia. Segundo o egiptólogo Hartwig Altenmüller, essas pessoas talvez tenham sido punidas após disputas dinásticas relacionadas com o fim da Quarta Dinastia. Por fim, alguns relevos do templo mortuário de Userquerés representam uma expedição militar bem sucedida contra beduínos asiáticos, quem Userquerés está golpeando, e também uma expedição naval.

### Estatuário

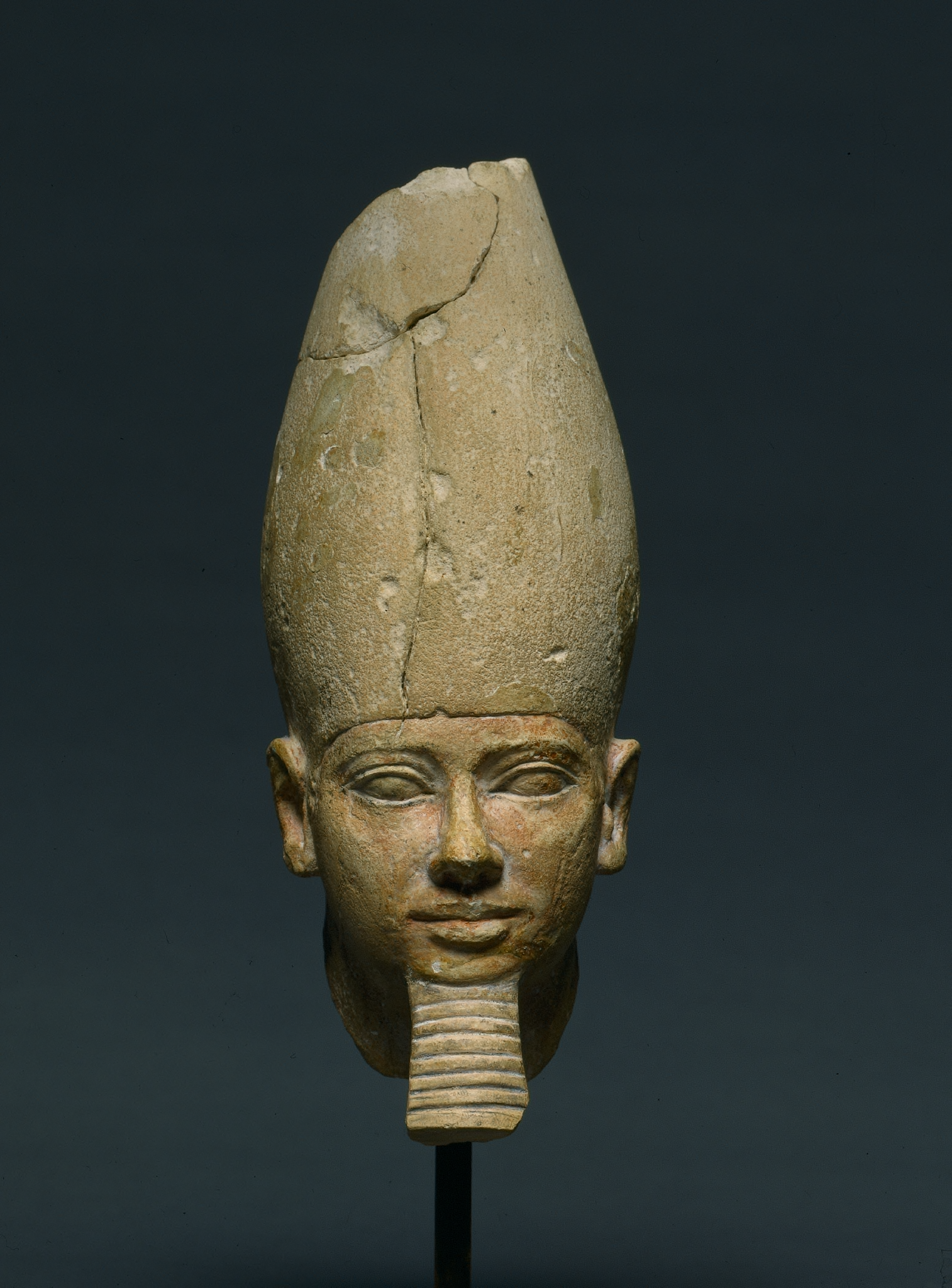
Provável cabeça de Userquerés usando o hedjete do Alto Egito

Vários fragmentos de estátuas de Userquerés foram encontrados. Estes incluem um busto da deusa Neite em sua imagem encontrado em seu templo solar, hoje no Museu Egípcio. Esta cabeça tem 45 centímetros de altura e foi esculpida em pedra de grauvaque. Esse item é considerado particularmente importante pois é uma das pouquíssimas esculturas da época do Império Antigo que mostram o monarca usando o dexerete do Baixo Egito. A cabeça foi encontrada em 1957 durante uma escavação conjunta dos Institutos Alemão e Suíço do Cairo. Outra cabeça que possivelmente pertence a Userquerés, usando o hedjete do Alto Egito e feita de calcário pintado, está no Museu de Arte de Cleveland.
Uma cabeça de esfinge colossal de Userquerés, hoje também localizada no Museu Egípcio, foi encontrada em 1928 pelo egiptólogo britânico Cecil Mallaby Firth no pátio do templo do complexo mortuário do faraó em Sacará. Essa cabeça foi feita de granito rosa de Assuan e mostra o Userquerés usando um nemés com uma cobra na testa. É a maior cabeça sobrevivente do Império Antigo, excluindo aquela da Grande Esfinge de Gizé, e a única estátua real colossal do período. Foram encontrados no mesmo local muitos outros fragmentos de estátuas do faraó feitas de diorito, ardósia e granito, mas nenhuma de calcário. Algumas tinham o cartucho de Userquerés e seu nome de Hórus.
Kozloff destacou a aparência jovem de Userquerés na maioria das suas representações e concluiu que essas eram boas indicações de sua idade, consequentemente comentou que o faraó pode ter ascendido ao trono como adolescente e morrido com vinte e poucos anos de idade.

## Templo solar

### Importância

Planta do templo solar de Userquerés, como finalizado por Sefrés ou Neferircaré

Userquerés foi o primeiro faraó a construir um templo dedicado ao deus solar Rá na necrópole de Mênfis, ao norte de Abusir, sobre um promontório na extremidade do deserto, ao sul da localidade moderna de Abu Gurabe. A construção possivelmente começou durante o quinto ou sexto ano de reinado de Userquerés. O único precedente plausível para esse templo era aquele associado com a Grande Esfinge de Gizé, que talvez também tenha sido dedicado a Rá e assim servia a um propósito similar. Independentemente, os sucessores de Userquerés seguiram seu exemplo e fizeram a mesma coisa pelos oitenta anos seguintes: templos solares foram construídos por todos os faraós seguintes da Quinta Dinastia até Menquerés, com a possível exceção de Sisires, cujo reinado talvez tenha sido muito curto para que um fosse erguido. A escolha de Abusir como local de construção não tem uma explicação satisfatória, pois o local não tinha significância alguma até então. A escolha de Userquerés possivelmente influenciou os posteriores faraós da Quinta Dinastia, que fizeram de Abusir seu local de sepultamento até o reinado de Menquerés.
O egiptólogo Hans Goedicke achou que a decisão de Userquerés de construir um templo para o sol poente separado de seu complexo mortuário foi uma manifestação e resposta a tensões sociopolíticas, talvez até agitações, no final da Quarta Dinastia. A construção de um templo solar permitia a distinção entre o pós-vida pessoal do faraó e as questões religiosas referentes ao sol poente, que estavam tão intimamente interligados nos complexos piramidais de Gizé e nos faraós da Quarta Dinastia. Desta forma, a pirâmide de Userquerés ficaria isolada em Sacará, nem mesmo cercada por cemitérios de seus contemporâneos, enquanto o templo solar serviria às necessidades sociais de um culto solar que, apesar de representado pelo faraó, não seria mais exclusivamente incorporado por ele. Malek também enxergou a construção de templos solares como marcando uma mudança do culto real, algo que era muito preponderante no início da Quarta Dinastia, para o culto de Rá. Uma consequência dessas mudanças é que o faraó passou a ser referido principalmente como filho de Rá.

### Nome
O templo solar era chamado de Nequenré (Nḫn Rˁ.w), que pode ser traduzido como "A fortaleza de Rá", "O bastião de Rá", "A residência de Rá", "Armazéns de Rá" e "O local de nascimento de Rá". Segundo Filip Coppens, Jiří Janák, Mark Lehner, Miroslav Verner, Hana Vymazalová, Richard Wilkinson e Milan Zemina, Nḫn pode na verdade se referir à cidade de Nequém, também conhecida como Hieracômpolis. Esta era um bastião e sede de poder para os faraós pré-dinásticos que unificaram o Egito. Foi proposto que Userquerés talvez tenha escolhido esse nome com o objetivo de enfatizar a natureza vitoriosa e unificadora do culto de Rá ou, pelo menos, representar algum significado simbólico em relação à realeza. Nequém também era o nome de uma instituição responsável por proporcionar recursos para o faraó em vida e também para seu culto funerário após sua morte. Desta forma, o verdadeiro significado de Nequenré talvez seja mais próximo de "Nequém de Rá" ou "A Hieracômpolis de Rá".

### Função

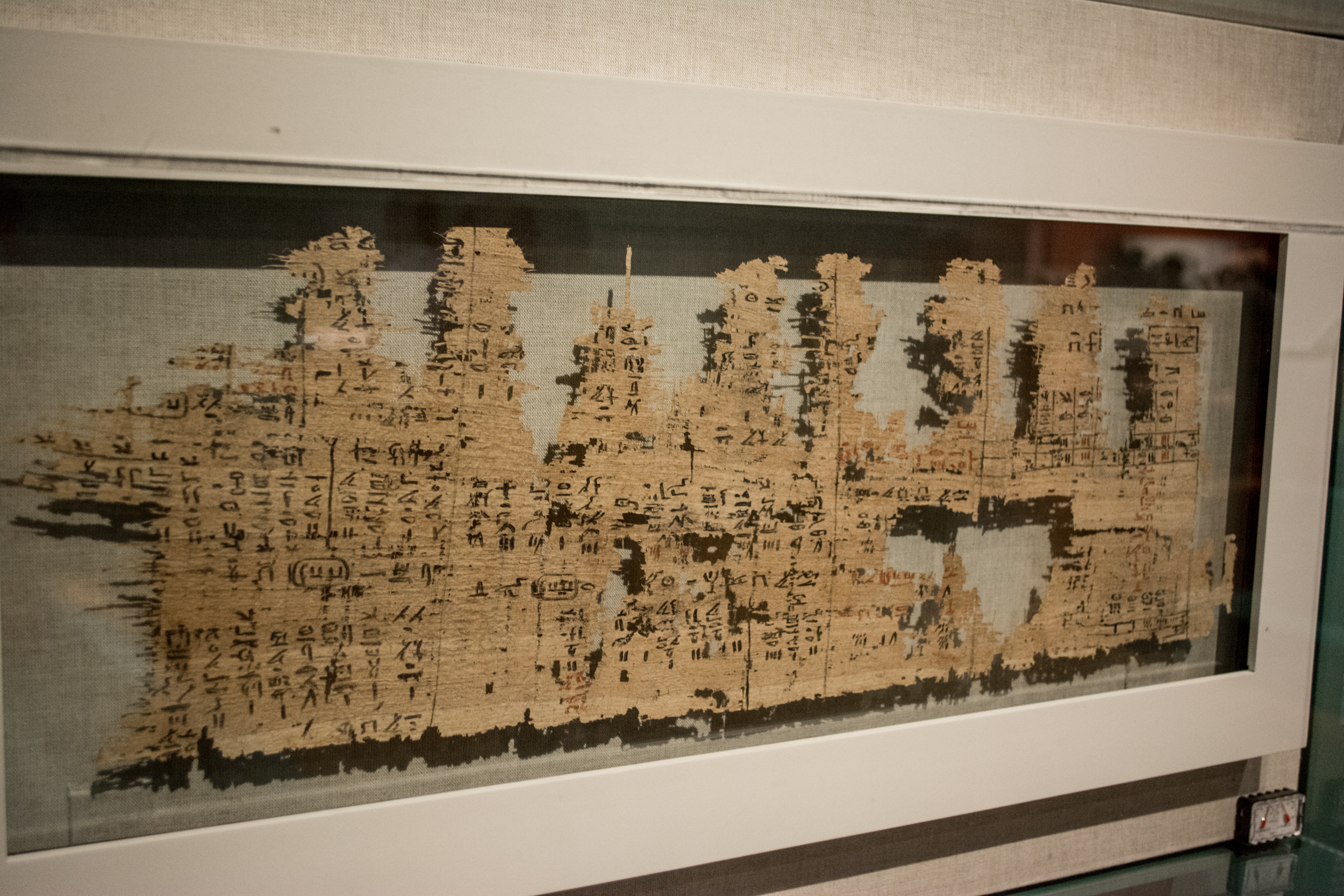
Os Papiros de Abusir indica que as atividades no templo solar e no complexo mortuário eram relacionadas

O templo solar de Userquerés foi registrado pela primeira vez como a Pirâmide XVII da pioneira lista de pirâmides elaborada pelo egiptólogo Karl Richard Lepsius em meados do século XIX. Sua verdadeira natureza foi reconhecida por Ludwig Borchardt no início do século XX, mas ele só foi ser minuciosamente escavado entre 1954 e 1957 por uma equipe que incluía os egiptólogos Hanns Stock, Werner Kaiser, Peter Kaplony, Wolfgang Helck e Herbert Ricke. Segundos os anais reais, a construção do templo começou no quinto ano de reinado de Userquerés e, nessa ocasião, ele doou 24 domínios reais para a manutenção do templo.
O templo ocupava uma área de 44 por 83 metros e era orientado para o oeste. Servia principalmente como um local de culto para o culto mortuário de Rá e supostamente estava relacionado com o culto funerário do faraó. O templo solar e o complexo mortuário real eram estruturalmente muito semelhantes, pois tinham um templo do vale próximo do rio Nilo e um passeio até o templo principal no planalto do deserto. Suas arquiteturas diferiam de outros modos. Por exemplo, o templo do vale do complexo do templo solar não era orientado a ponto cardeal algum, apontando vagamente para Heliópolis, enquanto o passeio não ficava alinhado com o eixo do templo principal. Os Papiros de Abusir, uma coleção de documentos administrativos da Quinta Dinastia, indicam que as atividades ocorridas nos templos solar e mortuário eram relacionadas; por exemplos, oferendas para ambos os cultos eram despachados a partir do templo solar. Templos solares construídos nesse período tinham a intenção de desempenharem o mesmo papel para Rá que as pirâmides desempenhavam para o faraó. Eram templos funerários para o deus solar onde sua renovação e rejuvenescimento, necessários para manter a ordem do mundo, poderiam ocorrer. Consequentemente, os ritos realizados no templo estavam principalmente preocupados com a função de criador de Rá e seu papel como pai do faraó. Este nomeava autoridades próximas para administrar o templo, lhes permitindo se beneficiar da renda do templo e assim garantindo sua lealdade. A renda do templo solar seria associada ao seu complexo de pirâmide depois da morte do faraó, apoiando o culto funerário.
A construção de Nequenré continuou após a morte de Userquerés em pelo menos quatro fases, a primeira das quais talvez tenha acontecido no reinado de Sefrés, depois sob seus sucessores Neferircaré e Raturés. O templo solar, ao final do reinado de Userquerés, ainda não tinha o grande obelisco de granito sobre um pedestal que adquiriria posteriormente. O templo principal em vez disso consistia de um muro retangular fechado com um mastro alto montado no centro, possivelmente como um poleiro para o falcão do deus solar. Ao leste disto ficava um altar deito de tijolos de barro com santuários de estátuas nos dois lados. Userquerés, segundo os anais reais de seu sexto ano de reinado, mandou que dois bois e dois gansos fossem sacrificados diariamente em Nequenré. Estes animais aparentemente eram mortos no templo principal ou próximo, com o passeio sendo largo o bastante para passar com os bois vivos. Além desses sacrifícios, Userquerés dotou seu templo com grandes propriedades agrícolas equivalentes a 34 655 acres de terras, algo que o historiador Klaus Baer descreveu como "um presente enorme e inigualável para o Império Antigo". Kozloff enxergou essas decisões como uma manifestação da juventude de Userquerés e o poder do sacerdócio de Rá na época, em vez de serem resultado da sua devoção particular ao deus.

## Complexo de pirâmide

### Local

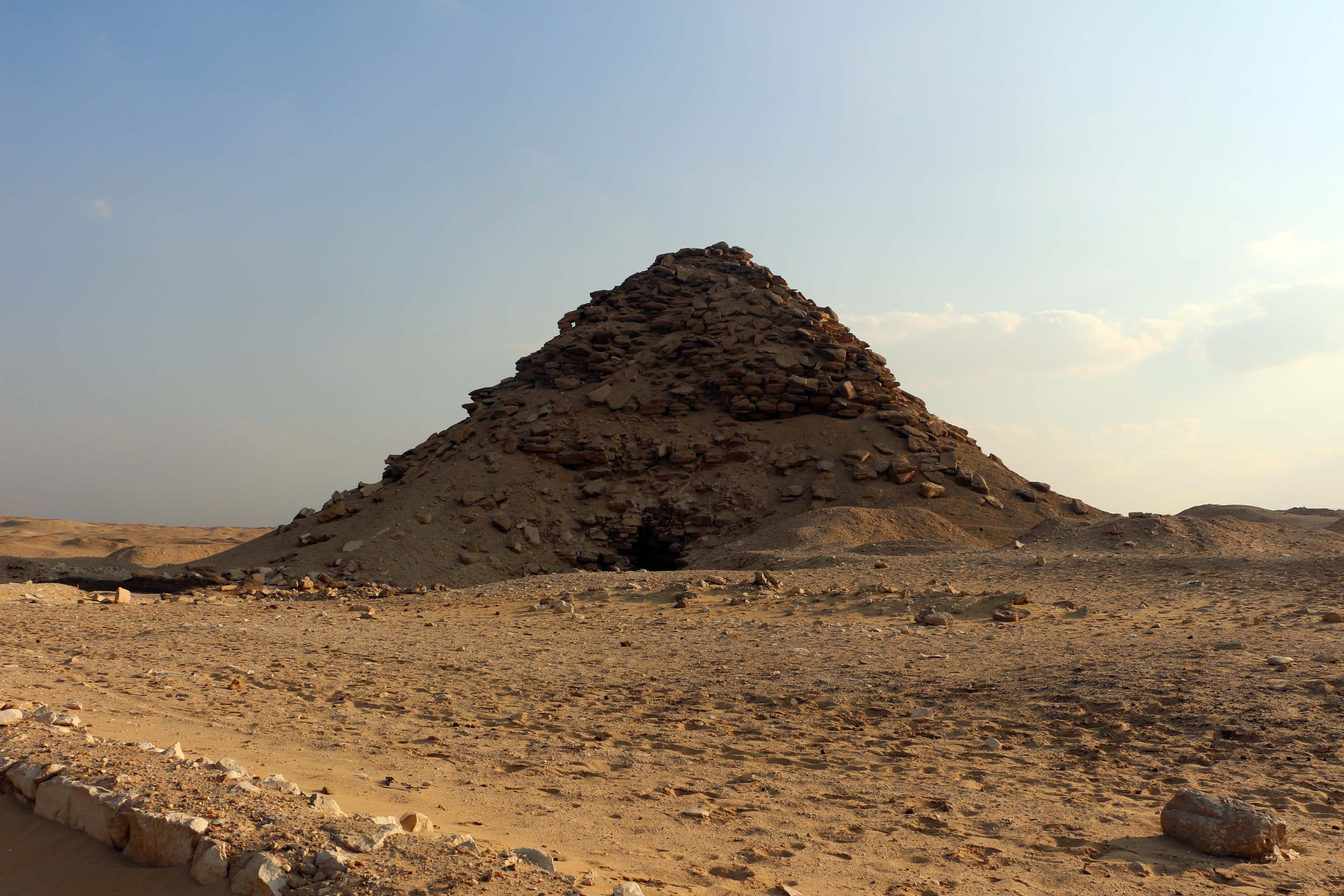
Restos da Pirâmide de Userquerés

Userquerés, diferentemente da maioria dos faraós da predecessora Quarta Dinastia, construiu uma pirâmide modesta no norte de Sacará, localizada ao lado da extremidade nordeste da parede de fechamento do complexo da pirâmide de Djoser. Esta decisão foi provavelmente política, talvez estando relacionada com o retorno da cidade de Mênfis como centro do governo, com Sacará sendo uma necrópole ao seu oeste, bem como um desejo de reinar segundo princípios e métodos próximos dos de Djoser. O complexo mortuário de Userquerés, como aquele de Djoser e diferentemente daqueles em Gizé, não é cercado por uma necrópole para seus seguidores. A opinião de Goedicke é de que o papel religioso mais amplo das pirâmides da Quarta Dinastia passou a ser exercido pelo templo solar, assim o complexo mortuário do faraó servia apenas às suas necessidades funerárias particulares. Desta forma, a escolha de Sacará por Userquerés foi uma manifestação de um retorno à noção "harmoniosa e altruísta" de monarca que Djoser aparentemente simbolizava, diferentemente daquela representada por Quéops, que quase encarnava pessoalmente Rá.

### Arquitetura
O complexo da pirâmide de Userquerés era chamado na antiguidade de Wab-Isut Userkaf, significando "Puros são os locais de Usercafe" ou "Pirâmide de Usercafe, local mais sagrado". A pirâmide originalmente tinha 49 metros de altura e bases de 73,3 metros de comprimento. É a segunda menor pirâmide de toda a Quinta Dinastia em questões volumétricas, ficando atrás apenas daquela de Unas, o último faraó da dinastia. Esse pequeno tamanho quando comparada com aquelas construídas pelos faraós da predecessora Quarta Dinastia se deve muito à ascensão do culto de Rá, que desviou recursos espirituais e financeiros para longe do sepultamento do faraó. A Pirâmide de Userquerés foi construída de acordo com as técnicas estabelecidas na Quarta Dinastia, tendo um núcleo feito de pedra em vez de entulho, como foi feito nas outra pirâmides da Quinta Dinastia e também naquelas da Sexta Dinastia. Entretanto, o núcleo não foi bem construído e acabou ruindo em uma pilha de entulho depois que o revestimento externo de calcário fino foi roubado. A câmara mortuária no centro era revestida com grandes blocos de calcário, enquanto o teto era feito de vigas de pedra calcária empena.

### Templo mortuário

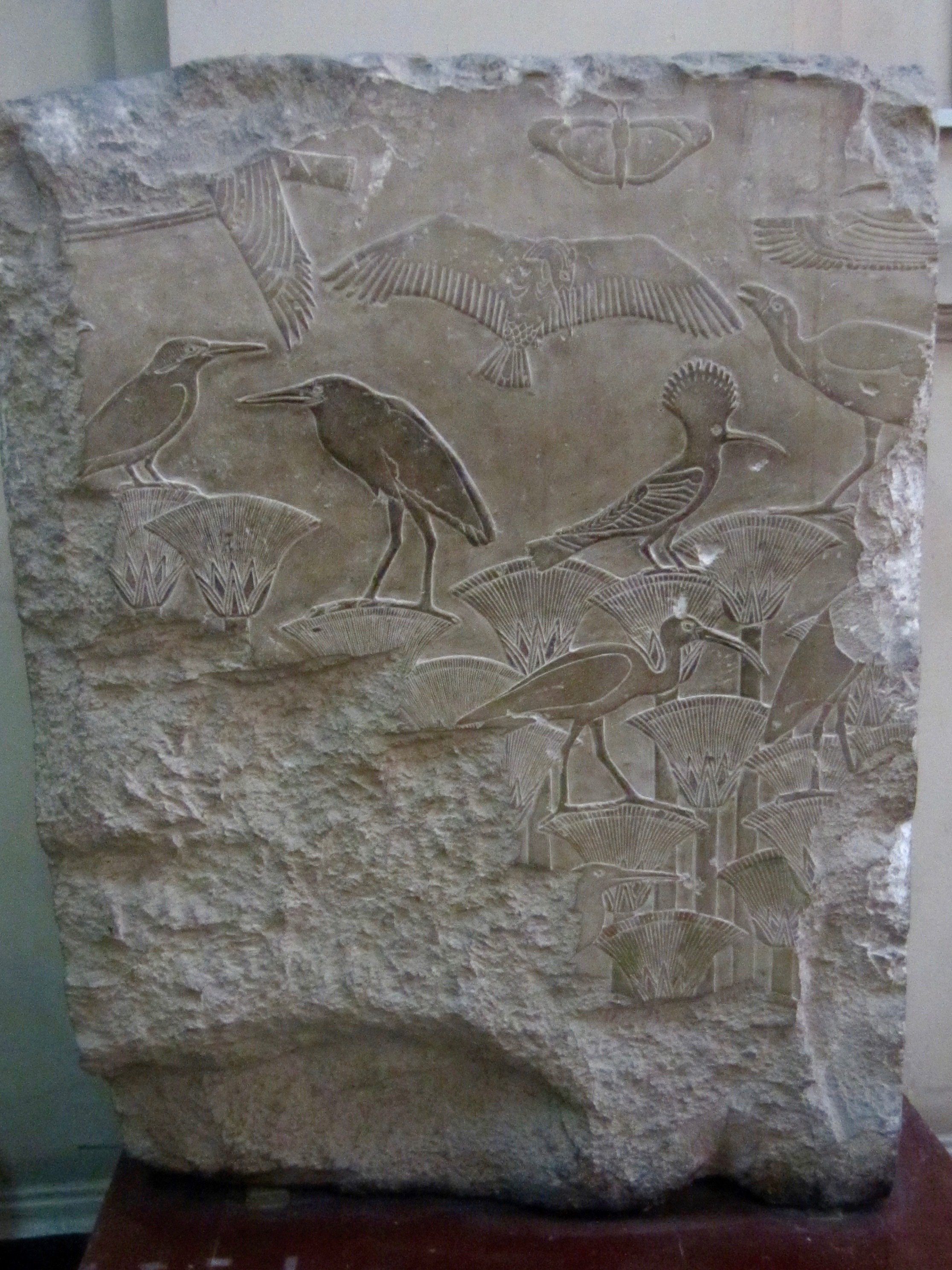
Relevo do templo mortuário de Userquerés

O complexo funerário de Userquerés é peculiar em que seu templo mortuário fica localizado ao sul em vez do muito mais comum ao leste. Isto se deu bem provavelmente por causa da presença de um grande fosso ao redor da Pirâmide de Djoser que corria para o leste, ou talvez devido à topografia geral de Sacará e presença de tumbas mais antigas nas proximidades. De qualquer maneira, a escolha de Userquerés de ser sepultado próximo de Djoser impossibilitou que o desenho normal de um templo mortuário fosse usado no seu caso. O egiptólogo Rainer Stadelmann acredita que os motivos das escolhas de localização e desenho eram práticas e explicadas pela presença do centro administrativo da necrópole na extremidade nordeste do complexo de Djoser. Verner em vez disso enxergou um desejo por parte de Userquerés de se beneficiar da significância religiosa do complexo de Djoser. Por outro lado, a decisão do faraó de colocar seu templo mortuário no lado sul talvez tenha sido por motivos completamente religiosos, com os egiptólogos Herbert Ricke e Richard H. Wilkinson propondo que isso teria garantido que o templo fosse exposto ao sol durante o ano inteiro, enquanto Altenmüller sugeriu que ficava alinhado com um obelisco que existia ali perto. O complexo funerário era acessado do Nilo por meio de um templo do vale conectado ao templo mortuário por um passeio. O templo do vale nunca foi escavado.
As paredes do templo mortuário eram bastante adornadas com alto relevos de enorme qualidade. Resquícios escassos de pigmentos em alguns relevos mostram que eles foram originalmente pintados. O templo da Pirâmide de Userquerés representa uma importante inovação nesse aspecto, pois o primeiro faraó a introduzir cenas da natureza em seu templo funerário, incluindo cenas de caça nos charcos que posteriormente se tornariam padrão. O trabalho artístico foi bem detalhado, com um único relevo mostrando pelo menos sete espécies diferentes de pássaros e uma borboleta. As cenas de caça simbolizavam a vitória do faraó sobre as forças do caos e assim talvez ilustravam seu papel como Iry-Maat, "aquele que estabelece Maat", um dos nomes de Userquerés.

### Pirâmide de Neferetepés

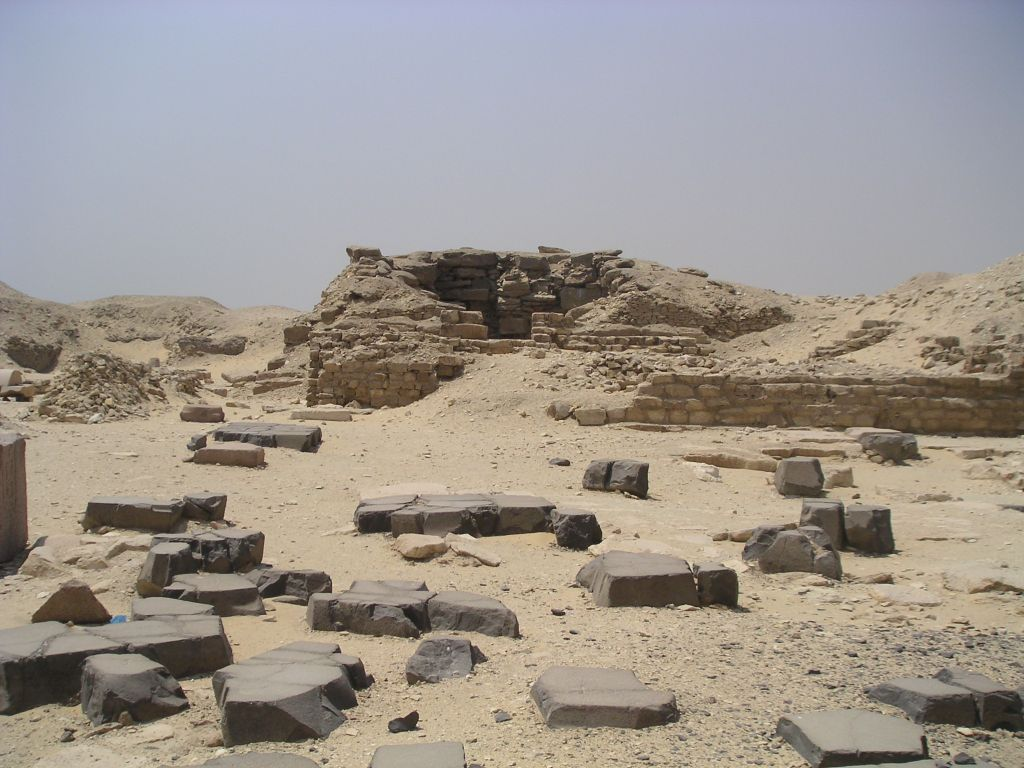
Ruínas da Pirâmide de Neferetepés

Dez metros ao sul está um complexo de pirâmide separado construído muito provavelmente para uma de suas consortes. Essa pirâmide foi construída em um eixo leste–oeste e hoje está em ruínas, com apenas uma pequena pilha de entulho visível. Nenhum nome foi identificado na pirâmide, mas egiptólogos como Cecil Mallaby Firth, Bernard Grdseloff, Audran Labrousse, Jean-Philippe Lauer e Tarek El-Awady acreditam que pertencia a Neferetepés, mãe de Sefrés e muito provavelmente consorte de Userquerés.
A pirâmide tinha aproximadamente dezessete metros de altura e angulação de 52 graus, próxima da de Userquerés, com bases de 26,25 metros de comprimento. O núcleo da pirâmide principal e das de culto foram construídas com as mesmas técnicas, consistindo em três camadas horizontais de blocos de calcário local grosseiramente talhados e argamassa de gesso. O núcleo era coberto por uma cada externa de calcário de Tora. A pirâmide foi muito usada como uma pedreira que até mesmo as câmaras internas ficaram expostas. Essas câmaras eram versões reduzidas daquelas na Pirâmide de Userquerés, mas sem as salas de armazenamento.
O complexo tinha seu próprio templo mortuário no lado leste. A entrada levava para um pátio aberto com pilares, estendendo-se de leste a oeste, onde acontecia a limpeza ritual e a preparação das oferendas. Uma capela sacrificial era adjacente à lateral da pirâmide e havia três nichos de estátuas e algumas câmaras para armazenar oferendas. Os salões eram adornados com relevos de procissões animais e carregadores de oferendas indo em direção ao santuário da rainha.

## Culto mortuário

### Império Antigo
Userquerés, assim como outros faraós da Quarta e Quinta Dinastias, recebeu um culto funerário após sua morte. Seu culto era financiado pelo Estado e dependia de bens para oferendas produzidos em propriedades agrícolas dedicadas estabelecidas durante sua vida, bem como recursos como tecidos trazidos de "casas de prata", o tesouro.
O culto floresceu no início para meados da Quinta Dinastia, como mostrado pelas tumbas e selos de sacerdotes e autoridades participantes como Nicauré, que serviu nos cultos tanto de Userquerés quanto de Querés; Nicanqué e Quenunhotepe, que serviram no complexo da Pirâmide de Userquerés; Ptahotepe, um sacerdote no Nequenré  e no templo mortuário de Userquerés; Tepemanqué, Nequefetecá e Senuanqué, que serviram nos cultos de Userquerés e Sefrés; Perrenucai, um vízir durante os reinados de Sefrés e Neferircaré; e Nicurror, um juiz, inspetor de escribas, conselheiro e sacerdote dos cultos funerários de Userquerés e Querés.

### Império Médio
A importância duradoura do culto oficial de Userquerés pode ser julgada pelo seu abandono ao final da Quinta Dinastia. Por comparação, o culto funerário de pelo menos um de seus sucessores, Raturés, talvez tenha durado até o período do Império Médio. O templo mortuário de Userquerés já devia estar ruínas ou desmontado por volta da Décima Segunda Dinastia como indicado, por exemplo, por um bloco mostrando o faraó realizando um ritual sendo reutilizado como material de construção da Pirâmide de Amenemés I. Userquerés não foi o único faraó cujo templo mortuário teve o mesmo destino: o templo de Querés foi alvo mesmo com seus últimos sacerdotes ainda estando ativos na mesma época. Estes fatos indicam um lapso no interesse real em cultos funerários financiados pelo governo egípcio de faraós do Império Antigo.

### Períodos posteriores

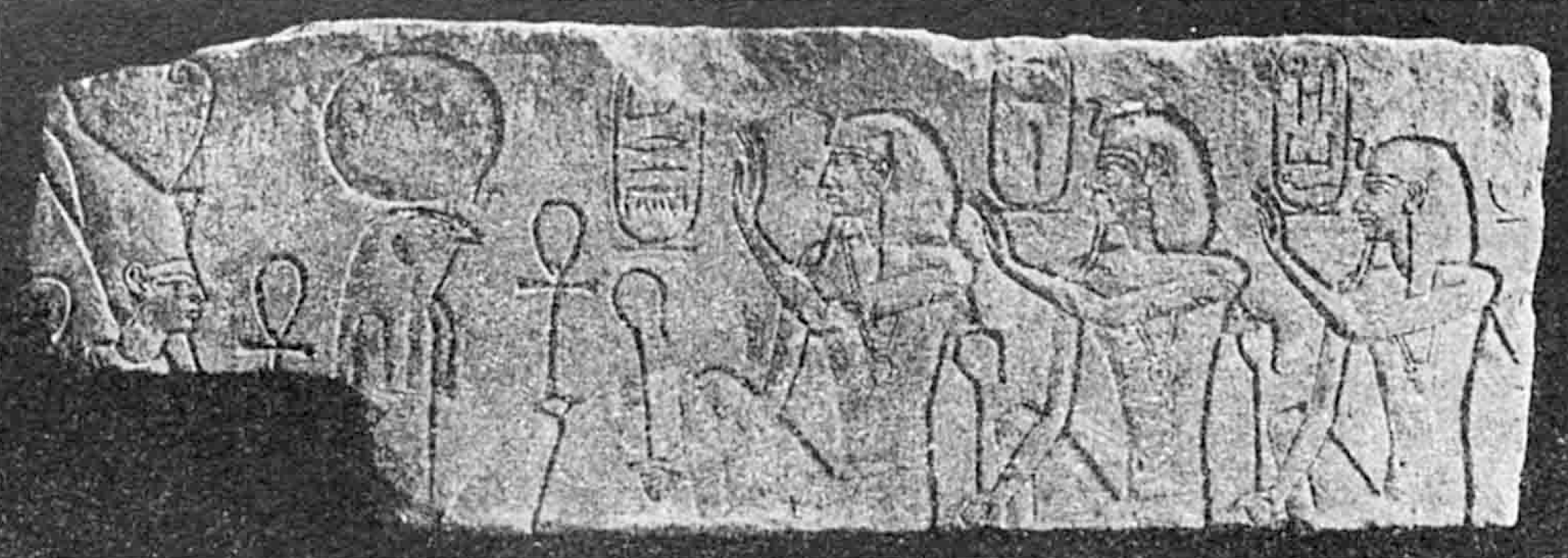
Relevo de uma tumba de Sacará datando da Décima Nona Dinastia mostrando, da esquerda para a direita, Djoser, Teti e Userquerés

Exemplos de devoções pessoais em nome de indivíduos duraram muito mais. Por exemplo, Userquerés é mostrado em um relevo de uma tumba de Sacará que pertencia ao sacerdote Mehu, que viveu durante a Décima Nona Dinastia. No início desse período, Caemuassete, o quarto filho do faraó Ramessés II, ordenou que trabalhos de restauração fossem realizados nas pirâmides de Userquerés e outras da Quinta Dinastia. Isto foi estabelecido no caso de Userquerés por inscrições em revestimentos encontrados próximos da pirâmide mostrando Caemuassete com portadores de oferendas.
Os relevos do complexo funerário de Userquerés foram copiados durante a Décima Sexta Dinastia, na Época Baixa. Um exemplo em particular é um relevo que mostra Userquerés usando um diadema de barqueiro com serpentinas e ureu com os chifres de uma coroa de Atefe, um símbolo que tinha desaparecido da arte egípcia desde a época de Userquerés.